# Sinodo del cadavere

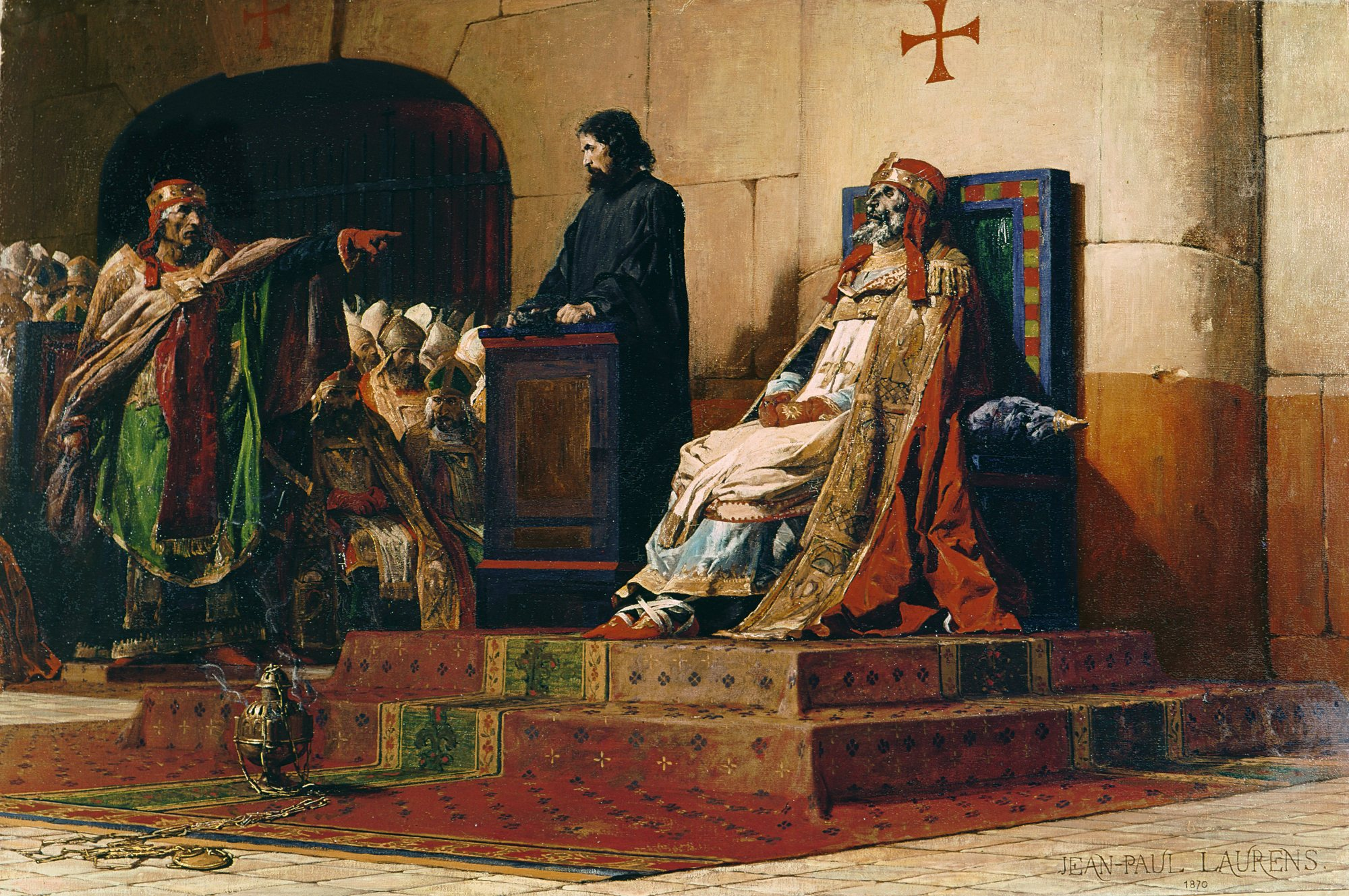
Concilio cadaverico, Jean-Paul Laurens (1870), Nantes, Musée des Beaux-Arts

Il Sinodo del cadavere, noto anche come Concilio cadaverico, è il nome attribuito al processo per sacrilegio istruito post mortem a carico di papa Formoso (891-896). Nei primi mesi dell'897, su decisione di papa Stefano VI, il corpo del pontefice fu riesumato, sottoposto a un macabro interrogatorio e quindi a esecuzione postuma dopo essere stato formalmente giudicato colpevole.

## Antefatti e motivazioni del processo
Già all'epoca dell'insediamento pontificale di papa Giovanni VIII (872), esponente della fazione romana "filo-francese", favorevole dunque alla politica imperiale dei carolingi occidentali (Carlo il Calvo e poi Carlo il Grosso), a Roma Formoso rappresentava l'espressione dell'opposizione "filo-germanica", particolarmente attiva in città, che era guidata non solo da personaggi di spicco dell'amministrazione civile, ma anche da alti funzionari e prelati all'interno della curia, come appunto lo stesso Formoso. Di fronte al precipitare degli eventi causati dai duri scontri avvenuti tra le opposte fazioni per la successione al trono imperiale, Formoso (insieme ad altri personaggi di rilievo del suo partito) lasciò Roma nella notte tra il 14 e il 15 aprile 876. Il 19 aprile Giovanni VIII, che aveva accusato i suoi avversari di congiura contro lo Stato, convocò un concilio nel Pantheon, nel quale ordinò loro di presentarsi per esporre le proprie motivazioni, e in particolare intimò a Formoso di fare ritorno a Roma, pena la scomunica, con una lunga serie di accuse. I capi dell'opposizione, Formoso compreso, si guardarono bene dall'accettare l'ingiunzione e il 30 giugno Giovanni, convocato un secondo concilio, scagliò contro tutti loro la scomunica, condannandoli in contumacia. Nell'agosto dell'878 Formoso, durante un concilio celebrato sotto la presidenza di papa Giovanni a Troyes, ottenne che la sentenza di scomunica venisse ritirata, a condizione di essere ridotto allo stato laicale e di non rientrare mai più a Roma.
Il successore di Giovanni, papa Marino I (882-884), appartenente al partito "filo-germanico", sciolse dalla scomunica tutti quei membri del clero che erano stati coinvolti nella pretesa congiura, compreso lo stesso Formoso, che dopo il giugno dell'883 fu riconfermato nella sua carica di vescovo della diocesi di Porto (la cui nomina risaliva all'864) e venne sciolto dagli obblighi contratti nell'878 durante il concilio di Troyes.

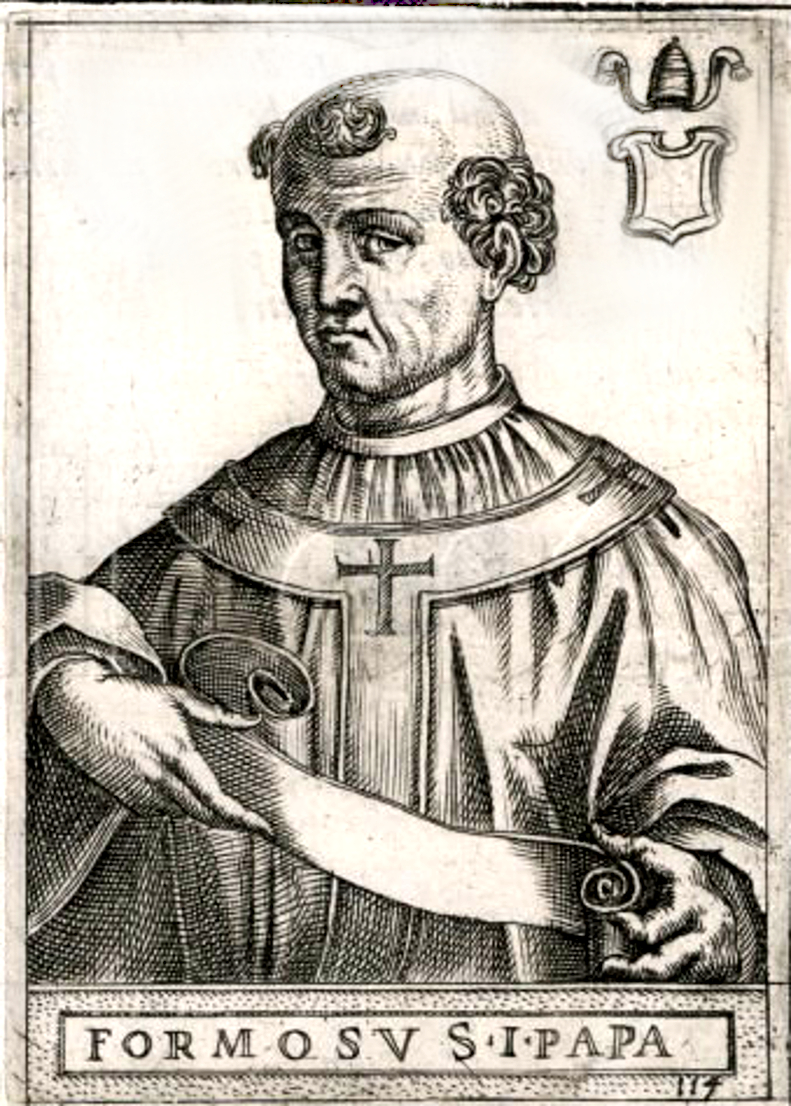
Papa Formoso, in un'incisione di Cavallieri del 1588

### Il pontificato di papa Formoso
Il fatto che Formoso fosse vescovo già di un'altra diocesi (Portus) avrebbe dovuto costituire motivo di impedimento alla nomina pontificale, in quanto i canoni ecclesiastici dell'epoca vietavano la traslazione di un vescovo da una sede ad un'altra, e dunque non avrebbe potuto essere eletto vescovo di Roma, ma già con papa Marino I si era derogato alla norma, e l'irregolarità dell'elezione non fu mai impugnata contro di lui se non dopo la sua morte.
Il 6 ottobre 891 Formoso venne dunque eletto papa, grazie al sostegno del partito "filo-germanico" romano e in particolare di Arnolfo di Carinzia, re dei Franchi orientali (la parte germanica del dissolto impero carolingio). L'opposizione era guidata da Guido II, duca di Spoleto, inizialmente in buoni rapporti con Formoso, ma che aveva poi lasciato il partito "filo-germanico" per crearne uno a carattere nazionalista.
Al momento Formoso non poteva far altro che sostenere la causa dei duchi di Spoleto, visto che, per la lontananza di Arnolfo, Roma si trovava alla mercé di Guido, già incoronato imperatore nell'891 da papa Stefano V. Pertanto, su richiesta dello stesso Guido, il 30 aprile 892 Formoso rinnovò la sua incoronazione e, nella stessa cerimonia, incoronò co-imperatore il figlio dodicenne Lamberto II. Il papa però temeva che lo Stato Pontificio cadesse nelle mani dei troppo potenti e troppo vicini duchi di Spoleto (e infatti Guido, sfruttando il potere della corona imperiale, ripetutamente ed impunemente sconfinava nei territori della Chiesa, compiendo razzie). La situazione rischiava di provocare disordini a Roma tra i due opposti partiti, pertanto nel settembre 893 Formoso implorò Arnolfo di Carinzia, legittimo imperatore, di intervenire. Nella primavera dell'894 Arnolfo affrontò una prima spedizione dimostrativa in Italia, senza ottenere alcun concreto risultato.

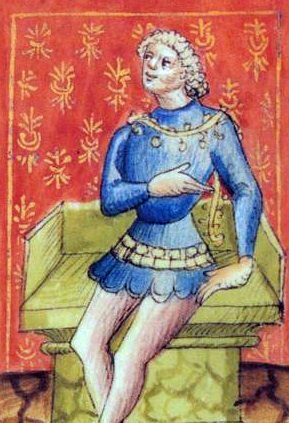
Arnolfo di Carinzia

Morto Guido a fine 894, il figlio Lamberto II si trovò a dover prendersi cura della madre Ageltrude, accesissima avversaria dei "filo-germanici", e reclamò immediatamente l'incoronazione ad imperatore, a cui Formoso non poté opporsi; intanto però inviava una nuova ambasceria ad Arnolfo il quale, nell'autunno dell'895, scese ancora una volta in Italia deciso, stavolta, a chiudere definitivamente la partita e a prendersi anche il titolo di re d'Italia.
Lamberto, Ageltrude e il partito degli spoletini, indignati per il voltafaccia del papa, gli giurarono odio eterno e reagirono: Lamberto si barricò a Spoleto, in attesa di Arnolfo, mentre la madre eccitava la rivolta in Roma; il papa fu catturato e incarcerato in Castel Sant'Angelo e i rivoltosi, preso il controllo della città, si chiusero all'interno delle Mura leonine pronti a resistere. Arnolfo però ebbe la meglio: le sue forze entrarono in Roma e liberarono Formoso; Ageltrude fuggì a Spoleto e alcuni giorni dopo, nel febbraio dell'896 (forse il 22), il papa incoronò imperatore Arnolfo, che ben presto lasciò Roma e si mosse contro il Ducato di Spoleto. Ma una paralisi lo colpì mentre era in marcia, e fu costretto a tornare in Baviera non essendo più in grado di continuare la campagna. La situazione all'improvviso si capovolse: Formoso d'un tratto si trovò scoperto e abbandonato ai disordini che immediatamente scoppiarono in Roma, fomentati dal partito spoletino che subito aveva ripreso il sopravvento. La morte, forse per veleno, che lo colse il 4 aprile 896, gli risparmiò sicuramente le rappresaglie degli avversari.

## Il processo
Nel febbraio dell'897 il papa Stefano VI (che aveva ottenuto l'elezione al Soglio pontificio grazie all'appoggio del partito spoletino), spinto dai sentimenti di odio verso Formoso che aveva rinnegato la casata spoletina, avendo per di più chiamato in Italia un re e un esercito straniero, e forse a seguito delle dirette pressioni di Lamberto e Ageltrude, ordinò la celebrazione di un processo post-mortem a carico del defunto papa, in quello che venne chiamato il "Sinodo del cadavere" (synodus horrenda); il clero romano avrebbe giudicato il pontefice traditore.
Il cadavere di Formoso venne dunque esumato, vestito dei paramenti pontifici e collocato su un trono nella basilica lateranense per "rispondere" di tutte le accuse che a suo tempo erano state avanzate da papa Giovanni VIII nel concilio del Pantheon del 19 aprile 876. Il processo aveva però anche delle evidenti motivazioni politiche: intendeva infatti punire l'appoggio manifestato da Formoso sia verso i Carolingi in occasione della successione al trono francese, sia soprattutto verso il partito "filo-germanico" nella persona di Arnolfo (peraltro legittimo imperatore), del quale aveva ottenuto l'intervento in Italia per spodestare Guido di Spoleto e suo figlio Lamberto dal trono imperiale.
A parte la generale decadenza dei costumi e della moralità, anche da parte delle più alte cariche ecclesiastiche, l'unica plausibile spiegazione per un siffatto modo di agire può essere riscontrata nella procedura giudiziaria germanica, che nella celebrazione di un processo esigeva la presenza del corpus delicti, e che dunque consentiva, in situazioni estreme, anche la presenza di un cadavere.
La macabra adunanza si svolse con i cardinali e i vescovi riuniti sotto la presidenza di Stefano VI. Un diacono venne nominato per rispondere in vece del pontefice deceduto, e dopo un processo più simile ad una macabra messinscena, in cui lo stesso papa Stefano fungeva da accusatore, il verdetto stabilì che Formoso era stato indegno del pontificato, e dunque venne ufficialmente deposto, tutti i suoi atti e le sue misure vennero annullati, e gli ordini da lui conferiti furono dichiarati non validi. Ferdinand Gregorovius, lo storico tedesco del XIX secolo, fornisce una tra le migliori descrizioni, sebbene con forti tinte drammatiche, del clima e della conclusione di tale sinodo:
(Gregorovius, Geschichte der Stadt Rom im Mittelalter, tomo V, cap. V.)
L'invalidazione degli atti e delle ordinazioni compiute da Formoso tornava a vantaggio di papa Stefano il quale, proprio durante il pontificato di Formoso, era stato nominato vescovo di Anagni e pertanto, anche lui, non avrebbe potuto essere eletto al pontificato; rendendo nulli gli atti di Formoso veniva meno la sua nomina vescovile e dunque anche l'irregolarità nell'elezione pontificale di Stefano. Secondo il Gregorovius, che pure ha parole di netta riprovazione per il Sinodo del cadavere, la sentenza poteva comunque avere qualche fondamento giuridico nella parte in cui condannava l'allora vescovo Formoso per aver infranto il giuramento di non rientrare più a Roma (sebbene ne fosse stato sciolto da papa Marino I) e per essere poi stato innalzato a pontefice pur essendo già vescovo.
Il cadavere percorse, per tre giorni, circa venti miglia trascinato dalla corrente del fiume, fino ad arenarsi su una sponda presso Ostia ove fu riconosciuto da un monaco (si dice indirizzato lì da una visione del defunto pontefice) e nascosto dai suoi fedeli finché fu vivo papa Stefano.
È dubbio se i vecchi nemici di Formoso, Lamberto II di Spoleto e sua madre Ageltrude, siano stati i veri istigatori del processo. Se infatti l'annullamento degli atti compiuti da Formoso tornava sicuramente a vantaggio di Stefano, in quanto in tal modo veniva meno la sua nomina vescovile nella diocesi di Anagni e dunque anche l'irregolarità nell'elezione pontificale, per lo stesso motivo si sarebbe potuta ritenere nulla anche l'incoronazione di Lamberto di Spoleto, e la cosa non sarebbe certo tornata a suo vantaggio. È pur vero, però, che pur sapendo a cosa si andava incontro, Lamberto e Ageltrude non fecero nulla per impedire il "processo".

## La riabilitazione
Il processo, con il conseguente strazio del cadavere, suscitò pochi mesi dopo (nell'estate 897) una rivolta popolare in tutta Roma, con un ritorno di prestigio del partito "filo-germanico" ed un'ondata di indignazione che spinse il popolo alla vendetta per il misfatto compiuto. Papa Stefano ne subì direttamente le conseguenze: venne catturato, deposto e imprigionato a Castel Sant'Angelo, dove nell'ottobre dello stesso anno 897 venne ucciso per strangolamento. Nel dicembre, morto ormai papa Stefano, i resti di Formoso furono riconsegnati a papa Romano (897) e di nuovo inumati nella basilica di San Pietro dal successore papa Teodoro II (897), che lo avrebbe posto tra le tombe degli apostoli con una pomposa cerimonia. Papa Giovanni IX (898-900) annullò il processo contro Formoso e tutti gli atti relativi vennero dati alle fiamme. Inoltre i prelati costretti a partecipare a quell'episodio (i vescovi di Albano, Porto, Velletri, Gallese, Orto e Tuscania) furono "perdonati" in quanto si riconobbe che la parte che essi avevano avuto nel processo era stata obbligata a seguito di minacce; i promotori della politica dissacratoria di papa Stefano nei confronti di Formoso con la celebrazione di quell'evento (Sergio vescovo di Caere, i preti Benedetto e Marino e altri prelati) furono scomunicati. Si confermò il giudizio del predecessore Teodoro, che aveva riconosciuto la validità delle ordinazioni e di tutti gli atti emessi da Formoso e, come osserva il Gregorovius, «lo si legge con meraviglia, si ritenne necessario vietare che per l'avvenire si istruissero processi contro i morti».
La questione di papa Formoso ebbe ancora uno strascico alcuni anni più tardi, quando salì al trono pontificio papa Sergio III (904-911), già nominato vescovo di Caere (l'attuale Cerveteri) da Formoso contro la sua volontà: Sergio ambiva infatti a divenire papa e la nomina episcopale gli avrebbe precluso quella strada; rinunciò dunque a tale carica e divenne strenuo avversario di Formoso e, poi, acceso sostenitore di papa Stefano VI, promuovendo e partecipando attivamente al Sinodo del cadavere. Ne approvò pertanto nuovamente le decisioni, capovolgendo quelle ecclesiali dei suoi immediati predecessori e chiedendo la riconsacrazione dei vescovi e presbiteri ordinati da Formoso, che furono presi in contropiede riguardo alla validità del loro ministero. Poiché però nel corso della loro attività essi avevano a loro volta conferito l'ordine a molti altri ecclesiastici, l'attuazione pratica di tale decisione si rivelò estremamente complicata e la questione fu finalmente lasciata cadere. Per affermare con maggior forza la sua posizione, Sergio pose anche una lapide commemorativa sulla tomba dell'amico Stefano VI.